# الموندبنک
الموندبنک (به انگلیسی: Almondbank) یک روستا در بریتانیا است که در پرت و کینروس واقع شده‌است.